# Contre-la-montre par équipes de l'Open de Suède Vårgårda 2015
La 8e édition du contre-la-montre par équipes de l'Open de Suède Vårgårda a eu lieu le 21 août 2015. Elle fait partie de la Coupe du monde de cyclisme sur route féminine.

## Parcours
Le circuit est relativement plat et droit dans sa première partie. Il fait demi-tour à Herrljunga. Il emprunte ensuite le circuit de la course en ligne pour revenir à Vårgårda.

## Classements

### Classement final
| Rang | Équipe                                                                                                 | Temps        |  |
| ---- | --- | ------------ |  |
| 1    | Rabo Liv Women Lucinda Brand (NED) Anna van der Breggen (NED) Shara Gillow (AUS) Thalita de Jong (NED) | 52 min 51 s  |  |
| 2    | Velocio-SRAM Lisa Brennauer (GER) Trixi Worrack (GER) Karol-Ann Canuel (CAN) Alena Amialiusik (BLR)    | + 26 s       |  |
| 3    | Boels Dolmans Lizzie Armitstead (GBR) Chantal Blaak (NED) Evelyn Stevens (USA) Christine Majerus (LUX) | + 29 s       |  |
| 4    | Bigla                                                                                                  | + 49 s       |  |
| 5    | Wiggle Honda                                                                                           | + 1 min 31 s |  |
| 6    | Liv-Plantur                                                                                            | + 2 min 10 s |  |
| 7    | BTC City Ljubljana                                                                                     | + 2 min 55 s |  |
| 8    | Orica-AIS                                                                                              | + 2 min 55 s |  |
| 9    | Hitec                                                                                                  | + 3 min 8 s  |  |
| 10   | Bepink                                                                                                 | + 3 min 39 s |  |
|      | |              |  |